# Mark Patterson (kierowca)
Mark Patterson (ur. 16 grudnia 1951 w Port Elizabeth) – amerykański kierowca wyścigowy.

## Statystyki
| Sezon | Seria                                             | Zespół                | Wyścigi               | Zwycięstwa            | PP                    | NO                    | Podium                | Punkty                | Pozycja               |
| ----- | ------------------------------------------------- | --------------------- | --------------------- | --------------------- | --------------------- | --------------------- | --------------------- | --------------------- | --------------------- |
| 2005  | Star Mazda                                        |                       | 6                     | 0                     | ?                     | ?                     | 0                     | 335                   | 8                     |
| 2008  | Grand American Rolex Series (klasa DP)            |                       | 18                    | 6                     | 6                     | 3                     | 9                     | 239                   | 2                     |
| 2009  | Grand American Rolex Series (klasa DP)            | GVI                   | 15                    | 3                     | 1                     | 2                     | 7                     | 807                   | 3                     |
| 2010  | Grand American Rolex Series (klasa DP)            | Victory Motorsport    | 12                    | 1                     | 0                     | 0                     | 8                     | 711                   | 8                     |
| 2010  | FIA GT3 European Championship                     | Motorsport Arena      | 14                    | 0                     | 0                     | 1                     | 1                     | 151                   | 10                    |
| 2010  | FIA GT3 European Cup                              | Motorsport Arena      | 14                    | 0                     | 0                     | 0                     | 0                     | 21                    | 13                    |
| 2011  | Grand American Rolex Series (klasa DP)            | Mark Petch Motorsport | 1                     | 0                     | 0                     | 0                     | 0                     | 0                     | NS                    |
| 2011  | FIA GT3 European Championship                     | Epsilon Red Bull Team | 14                    | 4                     | 6                     | 4                     | 8                     | 134                   | 1                     |
| 2012  | Blancpain Endurance Series (klasa GT3 Pro-Am Cup) | Epsilon Red Bull Team | 14                    | 1                     | 1                     | 5                     | 5                     | 236                   | 3                     |
| 2012  | American Le Mans Series (klasa LMP1)              | ASL Mücke Motorsport  | 1                     | 0                     | 0                     | 0                     | 0                     | N/A                   | 4                     |
| 2013  | British GT Championship (klasa GT3)               | Carlin Motorsport     | 1                     | 0                     | 0                     | 0                     | 0                     | N/A                   | 12th                  |
| 2013  | European Le Mans Series (klasa LMP2)              | RC Motorsport         | 8                     | 0                     | 0                     | 0                     | 0                     | 0                     | NS†                   |
| 2013  | World Endurance Championship (klasa LMP2)         | Carlin Motorsport     | 1                     | 0                     | 0                     | 0                     | 0                     | N/A                   | 5                     |
| 2013  | 24h Le Mans (klasa LMP2)                          | Carlin Motorsport     | 1                     | 0                     | 0                     | 1                     | 1                     | N/A                   | 3                     |
| 2013  | Blancpain Endurance Series (klasa GT3 Pro-Am Cup) | Scuderia Toro Rosso   | Jako kierowca testowy | Jako kierowca testowy | Jako kierowca testowy | Jako kierowca testowy | Jako kierowca testowy | Jako kierowca testowy | Jako kierowca testowy |
| 2013  | 24h Spa-Francorchamps (klasa GT3 Pro-Am Cup)      | Carlin Motorsport     | 16                    | 1                     | 0                     | 0                     | 1                     | 15                    | 11                    |
| 2014  | 24h Le Mans (klasa LMGTE Am)                      | RAM Racing            | 1                     | 0                     | 0                     | 0                     | 0                     | N/A                   | 12                    |
| 2014  | Liqui Moly Bathurst 12 Hour - Class A             | United Autosports     | 1                     | 0                     | 0                     | 0                     | 0                     | N/A                   | 6                     |
| 2014  | British GT Championship – GT3                     | United Autosports     | 7                     | 0                     | 0                     | 0                     | 1                     | 44,5                  | 12                    |
| 2014  | European Le Mans Series – LMP2                    | Greaves Motorsport    | 1                     | 0                     | 0                     | 0                     | 0                     | 8                     | 22                    |
| 2015  | 24h Le Mans (LMP2)                                | Murphy Prototypes     | 1                     | 0                     | 0                     | 0                     | 0                     | N/A                   | 5                     |